# Теохарис Героянис
Теофарис Героянис (на гръцки: Θεοχάρης Γερογιάννης) е гръцки лекар, музикант, музиколог, общественик, един от първите организатори на гръцката въоръжена пропаганда в Македония.

## Биография
Роден е в 1858 година в халкидическото градче Леригово, тогава в Османската империя, днес Арнеа, Гърция. Брат му Георгиос Героянис е кмет на Леригово от 1896 до 1906 година. По професия Теохарис е лекар. Учи музика при протопсалта на Солун Димитриос Вулгаракис и при Стаматиос Заркинос, който пее в Сяр. Започва да преподава европейска музика в Атинската филхармония. Пее 15 години с успех в Атина и пише по музикални въпроси.
В 1902 година основава в Атина Централен македонски комитет заедно с братята си Маврудис и Христодулос.